# Pałac w Sokołowcu Górnym
Pałac w Sokołowcu Górnym – wybudowany w XIX w. w Sokołowcu.

## Położenie
Pałac położony jest we wsi w Polsce, w województwie dolnośląskim, w powiecie złotoryjskim, w gminie Świerzawa, na Pogórzu Kaczawskim w Sudetach.